# 窓口規制
窓口規制（まどぐちきせい; 窓口指導）とは日本銀行が用いている金融政策の一つ。民間金融機関の貸出額の増加量に上限を設定することで通貨量をコントロールしようとすること。貸出増加額規制、貸出増加額規制、窓口指導ともいう。